# Hollins Lane
Hollins Lane – wieś w Anglii, w hrabstwie Lancashire, w dystrykcie Wyre. Leży 65 km na północny zachód od miasta Manchester i 325 km na północny zachód od Londynu.